# Vild med dans (sæson 12)
Den 12. sæson af Vild med dans blev sendt fra den 11. september 2015, til den 27. november 2015, hvor finalen fandt sted i Forum Horsens. 
Claus Elming og Sarah Grünewald vendte tilbage til deres henholdsvis tiende og tredje sæson. Sara Maria Franch-Mærkedahl, var vært for programmet Trin For Trin. Dommerpanelet  bestod af de samme fire dommere som de sidste fire sæsoner: Nikolaj Hübbe, Britt Bendixen, Anne Laxholm og Jens Werner.

## Par
| #  | Kendt                | Profession                            | Danser               | Status      |
| -- | -------------------- | ------------------------------------- | -------------------- | ----------- |
| 12 | Sami Darr            | Skuespiller                           | Patricia Tjørnelund  | Ude         |
| 11 | Rasmus Jarlov        | Politiker                             | Mille Funk           | Ude         |
| 10 | Katrine Fruelund     | Tidligere håndboldspiller             | Aslak Amtrup         | Ude         |
| 9  | Chris Christoffersen | Basketballspiller                     | Luise Crone Dons     | Ude         |
| 8  | Sharin Foo           | Sangerinde                            | Frederik Nonnemann   | Ude         |
| 7  | Karen Mukupa         | Sangerinde                            | Michael Olesen       | Ude         |
| 6  | Patrick Berdino      | Cirkusartist                          | Jenna Bagge          | Ude         |
| 5  | James Sampson        | Sanger                                | Mie Moltke           | Ude         |
| 4  | Søs Egelind          | Skuespiller                           | Mads Vad             | Ude         |
| 3  | John «Faxe» Jensen   | Fodboldspiller                        | Karina Frimodt       | Tredjeplads |
| 2  | Stephania Potalivo   | Skuespiller og tidligere barnestjerne | Morten Kjeldgaard    | Andenplads  |
| 1  | Ena Spottag          | Skuespiller                           | Thomas Evers Poulsen | Vindere     |

## Resultater
| Par                  | Plads | 1  | 2  | 1+2 | 3  | 4  | 5  | 6  | 7  | 8        | 9       | 10       | 11       | 12           |
| -------------------- | ----- | -- | -- | --- | -- | -- | -- | -- | -- | -------- | ------- | -------- | -------- | ------------ |
| Ena & Thomas         | 1     | 12 | 12 | 24  | 17 | 15 | 18 | 22 | 31 | 26+34=60 | 29+1=30 | 34+36=70 | 33+36=69 | 36+37+40=113 |
| Stephania & Morten   | 2     | 16 | 16 | 32  | 15 | 22 | 14 | 23 | 29 | 34+33=67 | 31+5=36 | 40+36=76 | 33+38=71 | 40+40+40=120 |
| John «Faxe» & Karina | 3     | 10 | 9  | 19  | 16 | 18 | 21 | 20 | 30 | 24+34=58 | 35+2=37 | 34+34=68 | 34+36=70 |              |
| Søs & Mads           | 4     | 15 | 14 | 29  | 16 | 21 | 20 | 21 | 29 | 33+34=67 | 34+3=37 | 36+34=70 |          |              |
| James & Mie          | 5     | 20 | 11 | 31  | 18 | 14 | 25 | 18 | 29 | 36+33=69 | 22+4=26 |          |          |              |
| Patrick & Jenna      | 6     | 10 | 11 | 21  | 13 | 20 | 16 | 19 | 25 | 22+33=55 |         |          |          |              |
| Karen & Michael      | 7     | 8  | 12 | 20  | 10 | 23 | 17 | 26 | 23 |          |         |          |          |              |
| Sharin & Frederik    | 8     | 7  | 12 | 19  | 15 | 14 | 16 | 17 |    |          |         |          |          |              |
| Chris & Luise        | 9     | 6  | 6  | 12  | 11 | 12 | 9  |    |    |          |         |          |          |              |
| Katrine & Aslak      | 10    | 9  | 9  | 18  | 9  | 10 |    |    |    |          |         |          |          |              |
| Rasmus & Mille       | 11    | 4  | 6  | 10  | 8  |    |    |    |    |          |         |          |          |              |
| Sami & Patricia      | 12    | 4  | 9  | 13  |    |    |    |    |    |          |         |          |          |              |

Nøgle
     indikerer parret, der fik førstepladsen
     indikerer parret, der fik andenpladsen
     indikerer parret, der fik tredjepladsen
     indikerer parret, der var i omdans, men gik videre
     indikerer parret, der udgik
     indikerer det første par, der blev stemt ud
     indikerer parret, der er fredet i denne episode.
Grønne tal indikerer de højeste point for hver uge
Røde tal indikerer de laveste point for hver uge

### Gennemsnit
| Plads ift. gennemsnit | Plads | Par                  | Total | Antal danse | Gennemsnit |
| --------------------- | ----- | -------------------- | ----- | ----------- | ---------- |
| 1                     | 2     | Stephania & Morten   | 500   | 17          | 29.4       |
| 2                     | 1     | Ena & Thomas         | 468   | 17          | 27.5       |
| 3                     | 4     | Søs & Mads           | 307   | 12          | 25.6       |
| 4                     | 3     | John «Faxe» & Karina | 321   | 14          | 24.6       |
| 5                     | 5     | James & Mie          | 226   | 10          | 22.6       |
| 6                     | 6     | Patrick & Jenna      | 169   | 9           | 18.8       |
| 7                     | 7     | Karen & Michael      | 119   | 7           | 17.0       |
| 8                     | 8     | Sharin & Frederik    | 81    | 6           | 13.5       |
| 9                     | 10    | Katrine & Aslak      | 37    | 4           | 9.2        |
| 10                    | 9     | Chris & Luise        | 44    | 5           | 8.8        |
| 11                    | 12    | Sami & Patricia      | 13    | 2           | 6.5        |
| 12                    | 11    | Rasmus & Mille       | 18    | 3           | 6          |

## Danse og sange

### Uge 1: Premiere
| Nummer | Rækkefølge                    | Dans        | Musik                                         | Werner | Laxholm | Bendixen | Hübbe | Point |
| ------ | ----------------------------- | ----------- | --------------------------------------------- | ------ | ------- | -------- | ----- | ----- |
| —      | De alle tolv par              | Fællesdans  | Classic — MKTO                                | —      | —       | —        | —     | —     |
| 1      | John «Faxe» & Karina          | Vals        | Make It Rain — Ed Sheeran                     | 2      | 3       | 3        | 2     | 10    |
| 2      | Sharin & Frederik             | Cha-cha-cha | Sugar — Maroon 5                              | 2      | 2       | 2        | 1     | 7     |
| 3      | Patrick & Jenna               | Vals        | My Love — Sia                                 | 2      | 3       | 2        | 3     | 10    |
| 4      | Rasmus & Mille                | Cha-cha-cha | I Don't Like It — Flo Rida feat. Robin Thicke | 1      | 1       | 1        | 1     | 4     |
| 5      | Karen & Michael               | Vals        | Last Request — Paolo Nutini                   | 2      | 2       | 2        | 2     | 8     |
| 6      | Ena & Thomas                  | Cha-cha-cha | A Night Like This — Caro Emerald              | 3      | 3       | 3        | 3     | 12    |
| —      | De nye professionelle dansere | Fællesdans  | Uanset — Rasmus Seebach                       | —      | —       | —        | —     | —     |
| 7      | Søs & Mads                    | Cha-cha-cha | Fat Mama — Tito Puente                        | 4      | 4       | 4        | 3     | 15    |
| 8      | Stephania & Morten            | Vals        | I Had a Dream — Joss Stone                    | 4      | 4       | 4        | 4     | 16    |
| 9      | Chris & Luise                 | Cha-cha-cha | Boogie Shoes — KC and the Sunshine Band       | 1      | 1       | 2        | 2     | 6     |
| 10     | Sami & Patricia               | Vals        | Queen of My Heart — Westlife                  | 1      | 1       | 1        | 1     | 4     |
| 11     | James & Mie                   | Cha-cha-cha | I Can't Feel My Face — The Weeknd             | 5      | 5       | 5        | 5     | 20    |
| 12     | Katrine & Aslak               | Vals        | Mary Jane — Alanis Morissette                 | 2      | 2       | 3        | 2     | 9     |

### Uge 2
| Nummer | Rækkefølge           | Dans       | Musik                                                      | Bendixen | Werner | Hübbe | Laxholm | Point | Resultat |
| ------ | -------------------- | ---------- | ---------------------------------------------------------- | -------- | ------ | ----- | ------- | ----- | -------- |
| 1      | Patrick & Jenna      | Jive       | Happy — Pharrell Williams                                  | 2        | 3      | 3     | 3       | 11    | Videre   |
| 2      | James & Mie          | Tango      | Love Me Again — John Newman                                | 3        | 2      | 2     | 4       | 11    | Videre   |
| 3      | Sami & Patricia      | Salsa      | Papi — Jennifer Lopez                                      | 3        | 3      | 3     | 1       | 9     | Ude      |
| 4      | Ena & Thomas         | Wienervals | Say Something — A Great Big World feat. Christina Aguilera | 3        | 2      | 3     | 4       | 12    | Videre   |
| 5      | Katrine & Aslak      | Jive       | Love Song — The Overtones                                  | 2        | 4      | 2     | 1       | 9     | Omdans   |
| 6      | Chris & Luise        | Tango      | Remedy — Little Boots                                      | 2        | 2      | 1     | 1       | 6     | Videre   |
| 7      | Stephania & Morten   | Salsa      | Candy — Robbie Williams                                    | 4        | 4      | 4     | 4       | 16    | Videre   |
| 8      | Rasmus & Mille       | Wienervals | One and Only — Adele                                       | 2        | 1      | 1     | 2       | 6     | Videre   |
| 9      | Karen & Michael      | Jive       | Dear Future Husband — Meghan Trainor                       | 3        | 3      | 2     | 4       | 12    | Videre   |
| 10     | Søs & Mads           | Tango      | On the Radio — Donna Summer                                | 3        | 5      | 3     | 3       | 14    | Videre   |
| 11     | John «Faxe» & Karina | Salsa      | Jump the Line — Harry Belafonte                            | 3        | 2      | 2     | 2       | 9     | Videre   |
| 12     | Sharin & Frederik    | Wienervals | Earned It — The Weeknd                                     | 4        | 2      | 3     | 3       | 12    | Videre   |

### Uge 3
| Nummer | Rækkefølge           | Dans       | Musik                          | Hübbe | Bendixen | Laxholm | Werner | Point | Resultat |
| ------ | -------------------- | ---------- | ------------------------------ | ----- | -------- | ------- | ------ | ----- | -------- |
| 1      | Søs & Mads           | Jive       | Hello, Dolly — Bobby Darin     | 4     | 4        | 4       | 4      | 16    | Videre   |
| 2      | Karen & Michael      | Tango      | Oh, Pretty Woman — Roy Orbison | 3     | 2        | 2       | 3      | 10    | Videre   |
| 3      | John «Faxe» & Karina | Wienervals | Stjerneskud — Lighthouse X     | 4     | 4        | 4       | 4      | 16    | Videre   |
| 4      | Rasmus & Mille       | Salsa      | Loca — Shakira                 | 2     | 2        | 2       | 2      | 8     | Ude      |
| 5      | Chris & Luise        | Jive       | Runaround Sue — Dion           | 3     | 3        | 3       | 2      | 11    | Videre   |
| 6      | Katrine & Aslak      | Tango      | Va Fangool — Nephew            | 3     | 4        | 1       | 1      | 9     | Videre   |
| 7      | Stephania & Morten   | Wienervals | I Won't Give Up — Jason Mraz   | 4     | 4        | 3       | 4      | 15    | Videre   |
| 8      | Sharin & Frederik    | Salsa      | Paranoia — Barbara Moleko      | 4     | 3        | 3       | 5      | 15    | Videre   |
| 9      | James & Mie          | Jive       | Candyman — Christina Aguilera  | 5     | 5        | 4       | 4      | 18    | Videre   |
| 10     | Patrick & Jenna      | Tango      | Fever — The Black Keys         | 5     | 3        | 2       | 3      | 13    | Omdans   |
| 11     | Ena & Thomas         | Salsa      | All Night Long — Lionel Richie | 4     | 4        | 4       | 5      | 17    | Videre   |

### Uge 4
| Nummer | Rækkefølge           | Dans        | Musik                                             | Hübbe | Bendixen | Laxholm | Werner | Point | Resultat |
| ------ | -------------------- | ----------- | ------------------------------------------------- | ----- | -------- | ------- | ------ | ----- | -------- |
| 1      | James & Mie          | Vals        | Skinny Love — Birdy                               | 3     | 4        | 4       | 3      | 14    | Omdans   |
| 2      | Katrine & Aslak      | Salsa       | Bailando — Enrique Iglesias                       |       |          |         |        | 10    | Ude      |
| 3      | Ena & Thomas         | Tango       | Just One Last Dance — Sarah Connor                | 4     | 3        | 5       | 3      | 15    | Videre   |
| 4      | Stephania & Morten   | Cha-cha-cha | Tulips — Christopher                              | 5     | 5        | 6       | 6      | 22    | Videre   |
| 5      | Chris & Luise        | Vals        | Until It's Time for You to Go — Shirley Bassey    |       |          |         |        | 12    | Videre   |
| 6      | Patrick & Jenna      | Salsa       | I'm Going Bananas — Madonna                       | 5     | 5        | 5       | 5      | 20    | Videre   |
| 7      | Sharin & Frederik    | Tango       | Personal Jesus — Depeche Mode                     |       |          |         |        | 14    | Videre   |
| 8      | John «Faxe» & Karina | Cha-cha-cha | Himlen for mig selv — Wafande                     | 5     | 4        | 4       | 5      | 18    | Videre   |
| 9      | Karen & Michael      | Salsa       | Hot Hot Hot — Arrow                               | 6     | 5        | 6       | 6      | 23    | Videre   |
| 10     | Søs & Mads           | Vals        | Beauty and the Beast — Celine Dion & Peabo Bryson | 5     | 5        | 5       | 6      | 21    | Videre   |

### Uge 5
| Nummer | Rækkefølge           | Dans  | Musik                                  | Hübbe | Bendixen | Laxholm | Werner | Point | Resultat |
| ------ | -------------------- | ----- | -------------------------------------- | ----- | -------- | ------- | ------ | ----- | -------- |
| 1      | Chris & Luise        | Samba | Chica Chica Boom Chic — Ivete Sangalo  | 2     | 2        | 2       | 3      | 9     | Ude      |
| 2      | Stephania & Morten   | Rumba | See You Again — Charlie Puth           | 3     | 3        | 3       | 5      | 14    | Videre   |
| 3      | Sharin & Frederik    | Samba | Festa de um Povo — Carrapicho          | 4     | 4        | 4       | 4      | 16    | Videre   |
| 4      | Karen & Michael      | Rumba | Made in Europe — Caroline Henderson    | 4     | 5        | 3       | 5      | 17    | Omdans   |
| 5      | Søs & Mads           | Samba | Straight to Memphis — Club Des Belugas | 4     | 5        | 5       | 6      | 20    | Videre   |
| 6      | John «Faxe» & Karina | Rumba | Thinking Out Loud — Ed Sheeran         | 5     | 6        | 5       | 5      | 21    | Videre   |
| 7      | Ena & Thomas         | Samba | Do You Like to Samba — Edmundo Ros     | 5     | 4        | 5       | 4      | 18    | Videre   |
| 8      | Patrick & Jenna      | Rumba | 57 — Stine Bramsen                     | 4     | 4        | 3       | 5      | 16    | Videre   |
| 9      | James & Mie          | Samba | Samba de Janeiro — Bellini             | 6     | 6        | 7       | 6      | 25    | Videre   |

### Uge 6
| Nummer | Rækkefølge           | Dans      | Musik                                             | Hübbe | Bendixen | Laxholm | Werner | Point | Resultat |
| ------ | -------------------- | --------- | ------------------------------------------------- | ----- | -------- | ------- | ------ | ----- | -------- |
| 1      | Sharin & Frederik    | Quickstep | Everybody Loves a Lover — Doris Day               |       |          |         |        | 17    | Ude      |
| 2      | Patrick & Jenna      | Slowfox   | Dream a Little Dream — Bing Crosby                |       |          |         |        | 19    | Videre   |
| 3      | Ena & Thomas         | Quickstep | Sodapop — Robbie Williams & Michael Bublé         |       |          |         |        | 22    | Videre   |
| 4      | John «Faxe» & Karina | Slowfox   | They Can’t Take That Away from Me — Sarah Vaughan |       |          |         |        | 20    | Omdans   |
| 5      | James & Mie          | Quickstep | Peroxide Swing — Michael Bublé                    |       |          |         |        | 18    | Videre   |
| 6      | Karen & Michael      | Slowfox   | Ain’t That a Kick in the Head — Dean Martin       | 7     | 6        | 6       | 7      | 26    | Videre   |
| 7      | Søs & Mads           | Quickstep | The Lady is a Tramp — Tony Bennett & Lady Gaga    |       |          |         |        | 21    | Videre   |
| 8      | Stephania & Morten   | Slowfox   | The Business of Love — Domino                     |       |          |         | 7      | 23    | Videre   |

### Uge 7
| Nummer | Rækkefølge           | Dans        | Musik                                       | Hübbe | Bendixen | Laxholm | Werner | Point | Resultat |
| ------ | -------------------- | ----------- | ------------------------------------------- | ----- | -------- | ------- | ------ | ----- | -------- |
| 1      | Stephania & Morten   | Samba       | Try Me — JasonDerulo & Jennifer Lopez       | 8     | 6        | 7       | 8      | 29    | Videre   |
| 2      | Søs & Mads           | Wienervals  | Can’t Help Falling in Love — Elvis Presley  | 6     | 7        | 8       | 8      | 29    | Videre   |
| 3      | Karen & Michael      | Cha-cha-cha | Marvin Gaye — Charlie Puth & Meghan Trainor |       |          |         |        | 23    | Ude      |
| 4      | John «Faxe» & Karina | Samba       | Rhythm of the Night — DeBarge               | 7     | 8        | 7       | 8      | 30    | Omdans   |
| 5      | James & Mie          | Wienervals  | Lost — Anouk                                |       |          |         |        | 29    | Videre   |
| 6      | Patrick & Jenna      | Cha-cha-cha | Cheerleader — OMI                           | 6     | 7        | 6       | 6      | 25    | Videre   |
| 7      | Ena & Thomas         | Slowfox     | Stille før storm — Lis Sørensen             |       |          |         |        | 31    | Videre   |

- I denne uge blev der også samlet ind til Kræftens Bekæmpelse, og overskuddet fra seernes sms-stemmer gik til formålet[1]. Derudover havde de tre par professionelle dansere: 40-årige Pernille Gulløv og Silas Holst, 43-årige Torben Skinbjerg og Claudia Rex og 37-årige Trine Dyring og René Christensen planlagt hvert deres én individuel dans, hvor den vindende par blev fundet på seernes stemmer.

#### Dansekonkurrencen
| Nummer | Rækkefølge       | Dans        | Musik                             | Hübbe | Bendixen | Laxholm | Werner | Point | Resultat |
| ------ | ---------------- | ----------- | --------------------------------- | ----- | -------- | ------- | ------ | ----- | -------- |
| 1      | Pernille & Silas | Rumba       | I et forsvar — Gregersen          |       |          |         |        | 35    | Ude      |
| 2      | Torben & Claudia | Cha-cha-cha | Tag min hånd — Barbara Moleko     | 10    | 9        | 10      | 10     | 39    | Vinder   |
| 3      | Trine & René     | Jive        | I nat er vi ladt — Shaka Loveless |       |          |         |        | 37    | Ude      |

### Uge 8
| Nummer | Rækkefølge                                     | Dans       | Musik                                                                   | Hübbe | Bendixen | Laxholm | Werner | Point | Resultat |
| ------ | ---------------------------------------------- | ---------- | ----------------------------------------------------------------------- | ----- | -------- | ------- | ------ | ----- | -------- |
| 1      | Ena & Thomas                                   | Jive       | Don’t Stop Me Now — Queen                                               | 6     | 7        | 7       | 6      | 26    | Videre   |
| 2      | John «Faxe» & Karina                           | Quickstep  | Stir It Up — Patti LaBelle                                              | 6     | 6        | 6       | 6      | 24    | Omdans   |
| 3      | Søs & Mads                                     | Rumba      | You'll Never Find Another Lover Like Me — Michael Bublé & Laura Pausini | 8     | 8        | 8       | 9      | 33    | Videre   |
| 4      | Stephania & Morten                             | Quickstep  | Fire Under My Feet — Leona Lewis                                        | 8     | 8        | 9       | 9      | 34    | Videre   |
| 5      | Patrick & Jenna                                | Wienervals | Hero — Chad Kroeger feat. Josey Scott                                   | 5     | 6        | 6       | 5      | 22    | Ude      |
| 6      | James & Mie                                    | Rumba      | Take a Bow — Madonna                                                    | 9     | 9        | 9       | 9      | 36    | Videre   |
| —      | Ena & Thomas John «Faxe» & Karina Søs & Mads   | Fællesdans | All That Jazz fra Chicago                                               | 9     | 9        | 8       | 8      | 34    | —        |
| —      | Stephania & Morten Patrick & Jenna James & Mie | Fællesdans | Cool fra West Side Story                                                | 8     | 8        | 8       | 9      | 33    | —        |

- I den ottende uge skulle de resterende par ud i én individuel dans, og derefter delte parrene sig i to hold, der hver især optrådte med én fællesdans. Parrene i den fællesdans, som fik flest point fra dommerne, fik to ekstra point.

### Uge 9
| Nummer | Rækkefølge           | Dans         | Musik                             | Hübbe | Bendixen | Laxholm | Werner | Point | Resultat |
| ------ | -------------------- | ------------ | --------------------------------- | ----- | -------- | ------- | ------ | ----- | -------- |
| 1      | James & Mie          | Slowfox      | 16 Tones — LeAnn Rimes            | 6     | 6        | 5       | 5      | 22    | Ude      |
| 2      | Stephania & Morten   | Jive         | Lips Are Movin' — Meghan Trainor  |       |          |         | 9      | 31    | Videre   |
| 3      | Ena & Thomas         | Vals         | Natural Woman — Aretha Franklin   |       |          |         |        | 29    | Videre   |
| 4      | Søs & Mads           | Slowfox      | Minnie the Moocher — Cab Calloway |       |          |         | 9      | 34    | Omdans   |
| 5      | John «Faxe» & Karina | Jive         | Do You Love Me — The Contours     | 9     | 9        | 8       | 9      | 35    | Videre   |
| —      | James & Mie          | Maraton-dans | Beautiful — Danseorkestret        | —     | —        | —       | —      | 4     | —        |
| —      | Stephania & Morten   | Maraton-dans | Beautiful — Danseorkestret        | —     | —        | —       | —      | 5     | —        |
| —      | Ena & Thomas         | Maraton-dans | Beautiful — Danseorkestret        | —     | —        | —       | —      | 1     | —        |
| —      | Søs & Mads           | Maraton-dans | Beautiful — Danseorkestret        | —     | —        | —       | —      | 3     | —        |
| —      | John «Faxe» & Karina | Maraton-dans | Beautiful — Danseorkestret        | —     | —        | —       | —      | 2     | —        |

- I den niende uge dansede parrene én af deres individuelle danse. Derudover deltog de alle for første gang i programmets historie i et maraton-dans.[2]

### Uge 10: Kvartfinale
| Nummer | Rækkefølge                      | Dans             | Musik                           | Hübbe | Bendixen | Laxholm | Werner | Point | Resultat |
| ------ | ------------------------------- | ---------------- | ------------------------------- | ----- | -------- | ------- | ------ | ----- | -------- |
| 1      | John «Faxe» & Karina            | Argentinsk tango | Tanguera — La Fonda Tango Club  |       |          | 8       |        | 34    | Omdans   |
| 2      | Søs & Mads                      | Argentinsk tango | Carillon Tango — Aldo Maietti   | 9     | 8        | 9       | 10     | 36    | Ude      |
| 3      | Stephania & Morten              | Argentinsk tango | Primavera Portena — Color Tango | 10    | 10       | 10      | 10     | 40    | Videre   |
| 4      | Ena & Thomas                    | Argentinsk tango | Silbando — Trio Pantango        |       |          |         |        | 34    | Videre   |
| —      | John «Faxe» & Karina Søs & Mads | Pasodoble        | Thunderstruck — AC/DC           |       |          |         |        | 34    | —        |
| —      | Ena & Thomas Stephania & Morten | Pasodoble        | Back in Black — AC/DC           |       |          |         |        | 36    | —        |

### Uge 11: Semifinale
| Nummer | Rækkefølge           | Dans       | Musik                                            | Hübbe | Bendixen | Laxholm | Werner | Point | Resultat |
| ------ | -------------------- | ---------- | ------------------------------------------------ | ----- | -------- | ------- | ------ | ----- | -------- |
| 1      | Stephania & Morten   | Tango      | Unconditionally — Katy Perry                     | 8     | 8        | 8       | 9      | 33    | Videre   |
| 1      | Stephania & Morten   | Twist      | The Twist — Chubby Checker                       | 9     | 10       | 9       | 10     | 38    | Videre   |
| 2      | Ena & Thomas         | Rumba      | From This Moment On — Shania Twain               | 9     | 8        | 8       | 8      | 33    | Videre   |
| 2      | Ena & Thomas         | Charleston | Charleston — The Pasadena Roof Orchestra         | 9     | 9        | 9       | 9      | 36    | Videre   |
| 3      | John «Faxe» & Karina | Tango      | Killer/Papa Was a Rollin' Stone — George Michael | 8     | 9        | 8       | 9      | 34    | Ude      |
| 3      | John «Faxe» & Karina | Lindyhop   | Lindy Hop — Lil Armstrong                        | 8     | 9        | 9       | 10     | 36    | Ude      |

### Uge 12: Finale
| Nummer | Rækkefølge                | Dans       | Musik                                                                      | Hübbe | Bendixen | Laxholm | Werner | Point | Resultat   |
| ------ | ------------------------- | ---------- | -------------------------------------------------------------------------- | ----- | -------- | ------- | ------ | ----- | ---------- |
| 1      | Ena & Thomas              | Slowfox    | Stille før storm — Lis Sørensen                                            | 9     | 9        | 9       | 9      | 36    | Vindere    |
| 1      | Ena & Thomas              | Showdans   | Woman — Stine Bramsen                                                      | 9     | 9        | 10      | 9      | 37    | Vindere    |
| 1      | Ena & Thomas              | Freestyle  | Badehotellet - Halfdan E Hello – Adele Celebration – Cool & The Gang       | 10    | 10       | 10      | 10     | 40    | Vindere    |
| 2      | Stephania & Morten        | Jive       | Lips Are Movin' — Meghan Trainor                                           | 10    | 10       | 10      | 10     | 40    | Andenplads |
| 2      | Stephania & Morten        | Showdans   | Marilyn — Patrick Dorgan                                                   | 10    | 10       | 10      | 10     | 40    | Andenplads |
| 2      | Stephania & Morten        | Freestyle  | Big Band - Bart&Baker featuring Nicolle Rochelle Last Dance – Donna Summer | 10    | 10       | 10      | 10     | 40    | Andenplads |
| —      | De ti udstemte par        | Fællesdans | Classic - MKTO                                                             | —     | —        | —       | —      | —     | —          |
| —      | De Professionelle Dansere | Fællesdans | Sax - Fleur East                                                           | —     | —        | —       | —      | —     | —          |

- I den tolvte uge dansede parrene én individuel dans valgt af seerne, én showdans og én freestyle frit sat sammen af parrene selv.
- De to showdanse, samt de to fællesdanse, var koreograferet af Toniah Pedersen. I de to showdanse dansede de to finalepar med otte professionelle show dansere.
- Finalen for Vild Med Dans 2015 blev afholdt i Forum Horsens.